# Jüdischer Friedhof (Koenigshoffen)

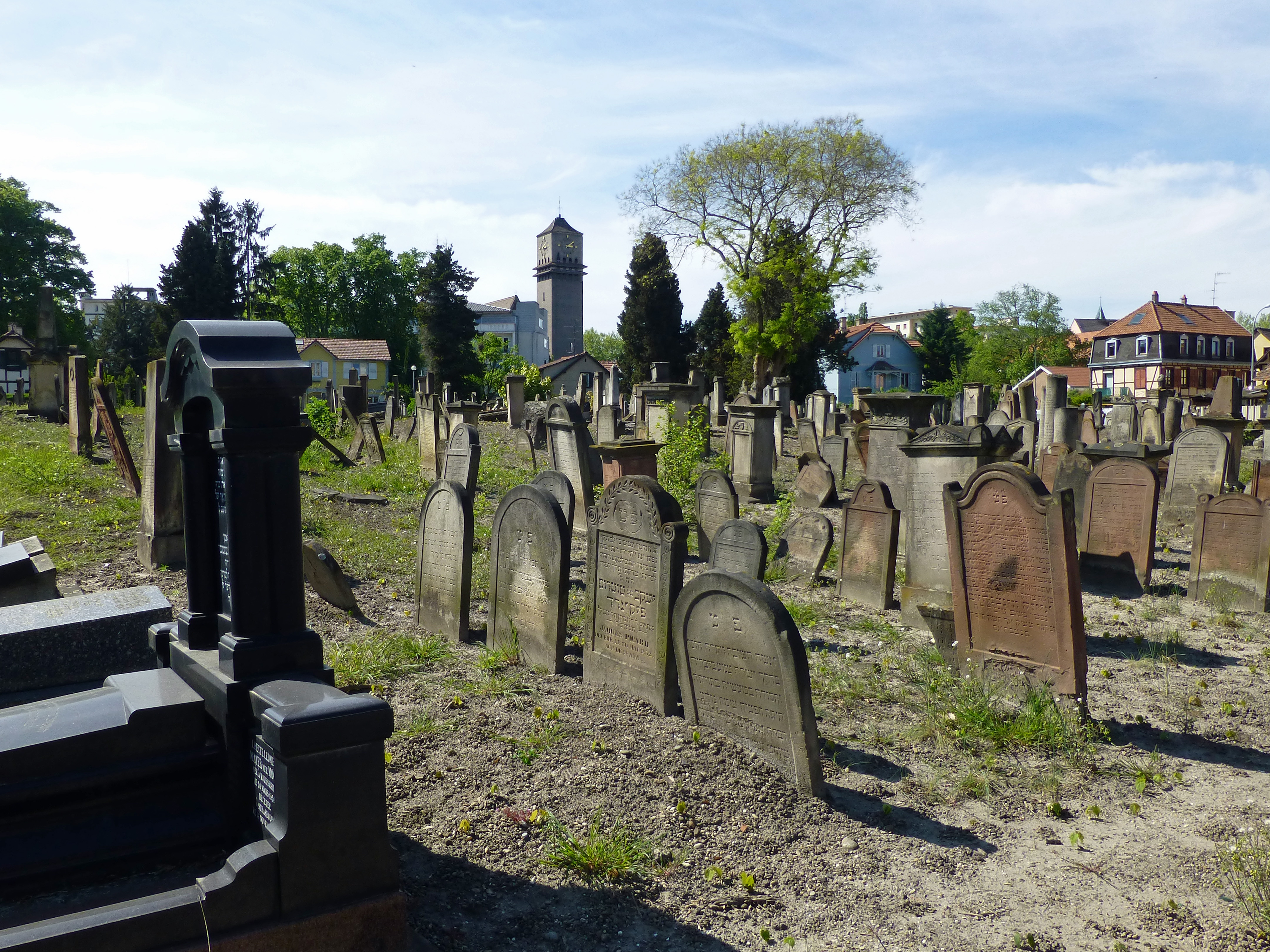
Jüdischer Friedhof in Koenigshoffen

Der Jüdische Friedhof in Koenigshoffen, einem Stadtteil von Straßburg im Département Bas-Rhin in der französischen Region Grand Est, wurde 1801 angelegt. Der jüdische Friedhof an der Rue de la Tour Nr. 29 ist seit 2002 als Monument historique klassifiziert.
Bis 1910 war der Friedhof mit etwa 4000 Gräbern fast voll belegt. Deshalb wurde ein neuer Friedhof in Cronenbourg angelegt. Der Friedhof in Koenigshoffen wird nur noch in besonderen Fällen belegt.
Im Zweiten Weltkrieg wurde der Friedhof teilweise zerstört. 1945 waren etwa 1000 Steine umgeworfen und teilweise zerbrochen.